# Sebastian Earl
Sebastian Earl (ur. 2 stycznia 1900 w Tonbridge, zm. 14 sierpnia 1983 w Winchester) – brytyjski wioślarz, dziennikarz i przedsiębiorca, srebrny medalista olimpijski. 
Kształcił się w Eton College i Magdalen College Uniwersytetu Oksfordzkiego. Trzykrotnie brał udział w The Boat Race; w latach 1920, 1921 i 1922 ponosił porażki. 
Wystąpił na igrzyskach olimpijskich w Antwerpii w 1920, gdzie Brytyjczycy w składzie: Ewart Horsfall, Guy Oliver Nickalls, Richard Lucas, Walter James, John Campbell, Sebastian Earl, Ralph Shove, Sidney Swann i Robin Johnstone zdobyli srebrny medal w ósemkach. W finale o 0,8 sekundy wyprzedziła ich reprezentacja USA. Był to jego jedyny start olimpijski.
Po zakończeniu kariery korespondentem sportowym dla The Times. Pracował także w domach towarowych John Lewis Partnership i Selfridges. Ożenił się z Edith Honor Maugham, córką Frederica Maughama, 1. wicehrabiego Maugham.